# Maria Magdalena Schenson
Maria Magdalena Schenson, född Hahr 13 december 1790 i Torsåkers socken i Södermanlands län, död 16 juli 1857 i Uppsala, var en svensk skolföreståndare och målare.
Schenson var dotter till brukspatronen och arrendatorn av Ultuna kungsgård Anders Hahr och Anna Maria Rahling och gift med akademikamreren John Schenson samt mor till Emma Schenson och farmor till Hulda Schenson. 
Hon drev under flera år en flickskola i Uppsala och utgav ett flertal pedagogiska skrifter, bland annat skrev hon 1834–1842 De gömda orden. Korta utdrag af christeliga skrifter och Perl-bandet eller ekonomiska minnesblad. H. 1-2.. 
Som konstnär utförde hon miniatyrporträtt, bland annat av sin dotter Emma och landskapsmålningar utförda i olja. Hon var representerad med målningen Från studentfesten 6 juni 1834 vid utställningen Uppland i konsten före 1900 som visades på Östgöta nation i Uppsala 1943. Målningen ingår numera i Uppsala stadsbiblioteks samlingar.
Schenson är representerad vid bland annat Upplandsmuseet.